# Václav Blažek
Václav Blažek (nacido el 23 de abril de 1959 en Sokolov, Checoslovaquia) es un lingüista histórico checo. Es profesor en la Universidad Masaryk (Brno, República Checa) y también enseña en la Universidad de Bohemia Occidental (Pilsen, República Checa).
Sus principales intereses incluyen las lenguas indoeuropeas, las lenguas urálicas, las lenguas altaicas, las lenguas afroasiáticas (hamito-semíticas), las lenguas nostráticas , las lenguas dené-caucásicas y la Lingüística computacional (lexicoestadística y glotocronología).
En su libro Numerals, Blažek analiza palabras numerales en varias familias lingüísticas de Eurasia y África (indoeuropeo, urálico, altaico, kartveliano, egipcio, bereber, nubio y sahariano), con discusiones más breves sobre números en otros idiomas alrededor del mundo.